# Monfaucon (Alti Pirenei)
Monfaucon è un comune francese di 223 abitanti situato nel dipartimento degli Alti Pirenei nella regione dell'Occitania.

## Società

### Evoluzione demografica
Abitanti censiti